# حامد فلاح‌زاده
حامد فلاح‌زاده (زادهٔ  ۱۵ آبان ۱۳۶۵ در آمل) دروازه‌بان سابق فوتبال اهل ایران است.